# Monastero di Narek
Narek (in armeno Նարեկ) o Narekavank (Նարեկավանք) era un monastero armeno del Vaspourakan fondato nel X secolo e situato sulle rive meridionali del lago di Van, nell'est dell'attuale Turchia.
Il monastero fu un importante centro intellettuale dell'Armenia medievale, nei secoli X-XI, e San Gregorio di Narek (Grigor Narekatsi, 951-1003) ne fu il maggiore rappresentante. Il monastero ospitava anche una scuola di filosofia e teologia ed era un centro di produzione di manoscritti. Il manoscritto più antico proveniente dal monastero è un Vangelo del 1069.
Il monastero continuò la sua funzione anche quando l'Armenia cadde sotto il dominio dei Turchi, e anzi conobbe un periodo di rinnovato splendore a partire dal 1707, quando fu profondamente rinnovato da Minas vardapet Ghapantsi. Nel corso del XIX secolo fu ampliato, con la costruzione di un campanile nel 1812, mentre le cupole furono restaurate dall'architetto Sahrat Memarbashi e da suo figlio Movses. Padre Hovsep Rabuni ordinò che fosse posta una stele (khachkar  in Armeno) sulla tomba di Gregorio di Narek: rappresentava la Madre di Dio con Gesù bambino sul grembo e San Gregorio sullo sfondo.
Aristakes vardapet aprì un seminario all'interno del monastero nel 1884, e nel 1901 un orfanotrofio con annessa scuola.
Il monastero cessò la sua funzione nel 1915 durante il genocidio armeno, che causò lo sterminio della popolazione armena della regione. Secondo lo scrittore armeno Sevan Nişanyan, il monastero fu demolito successivamente, nel 1951. Questa notizia è confermata dal giornalista Talin Suciyan in un articolo dell'aprile 2007.
Il monastero attualmente è completamente distrutto. Nei primi anni 2000, come testimonia ancora Talin Suciyan, c'erano ancora i resti del portale ad arco del monastero, ma nel posto dove si trovava il monastero di Narek adesso c'è una moschea.
Nel dicembre 2008 l'architetto armeno di nazionalità turca Zakarya Mildanoğlu ha annunciato che il governo turco ha intenzione di ricostruire il monastero di Narek, assieme ad altre chiese e monasteri distrutti o in rovina nella Turchia orientale.